# 탄자니아의 역사
탄자니아의 아프리카 대호수 국가는 1964년에 공식적으로 시작되었는데, 이 때 탄자니아는 훨씬 더 큰 본토 영토인 탕가니카와 해안 군도인 잔지바르의 연합으로 형성되었다. 전자는 1880년대부터 1919년까지 독일령 동아프리카의 일부였으며, 국제 연맹에 의해 영국의 위임통치령이 되었다. 제2차 세계 대전 동안 영국군의 전초기지로 사용되었으며, 재정적 도움, 군수품, 군인들을 제공했다. 1947년, 탕가니카는 영국 정부의 유엔 신탁통치령이 되었고 1961년 독립할 때까지 그 지위를 유지했다. 잔지바르 섬은 무역의 중심지로서 번창했고, 포르투갈, 오만 술탄국에 의해 차례로 지배되었고, 그 후 19세기 말까지 영국의 보호령이 되었다.
탕가니카의 독립 지도자인 줄리어스 니에레레는 탄자니아를 수십 년 동안 통치했고, 아베드 카루메는 탄자니아의 대통령과 부통령으로서 잔지바르를 통치했다. 1985년 니에레레가 은퇴하자 다양한 정치와 경제 개혁이 시작되었다. 그는 알리 하산 므위니 대통령에 의해 대통령직을 승계받았다.

## 선사 시대

### 초기 석기 시대

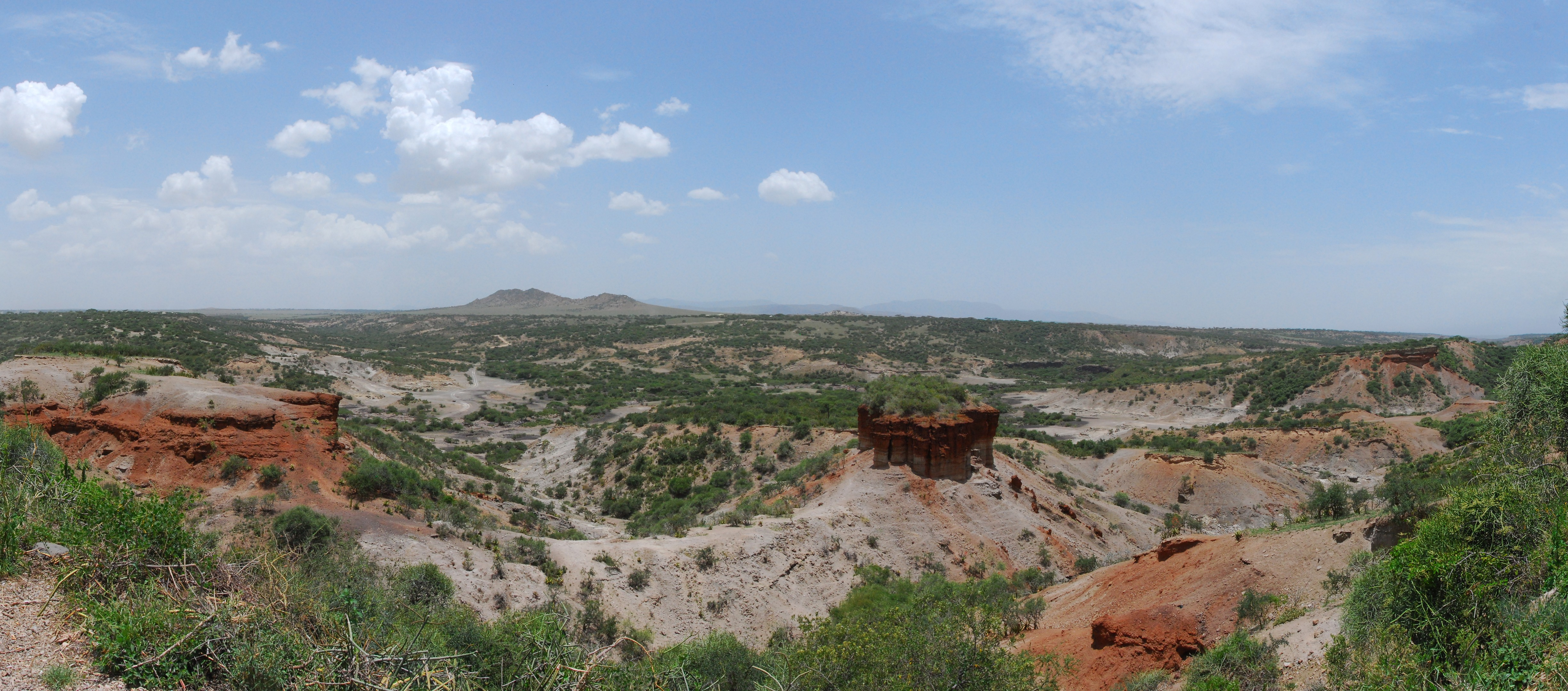
"인류의 요람"이라고도 알려진 올두바이 협곡 유적지

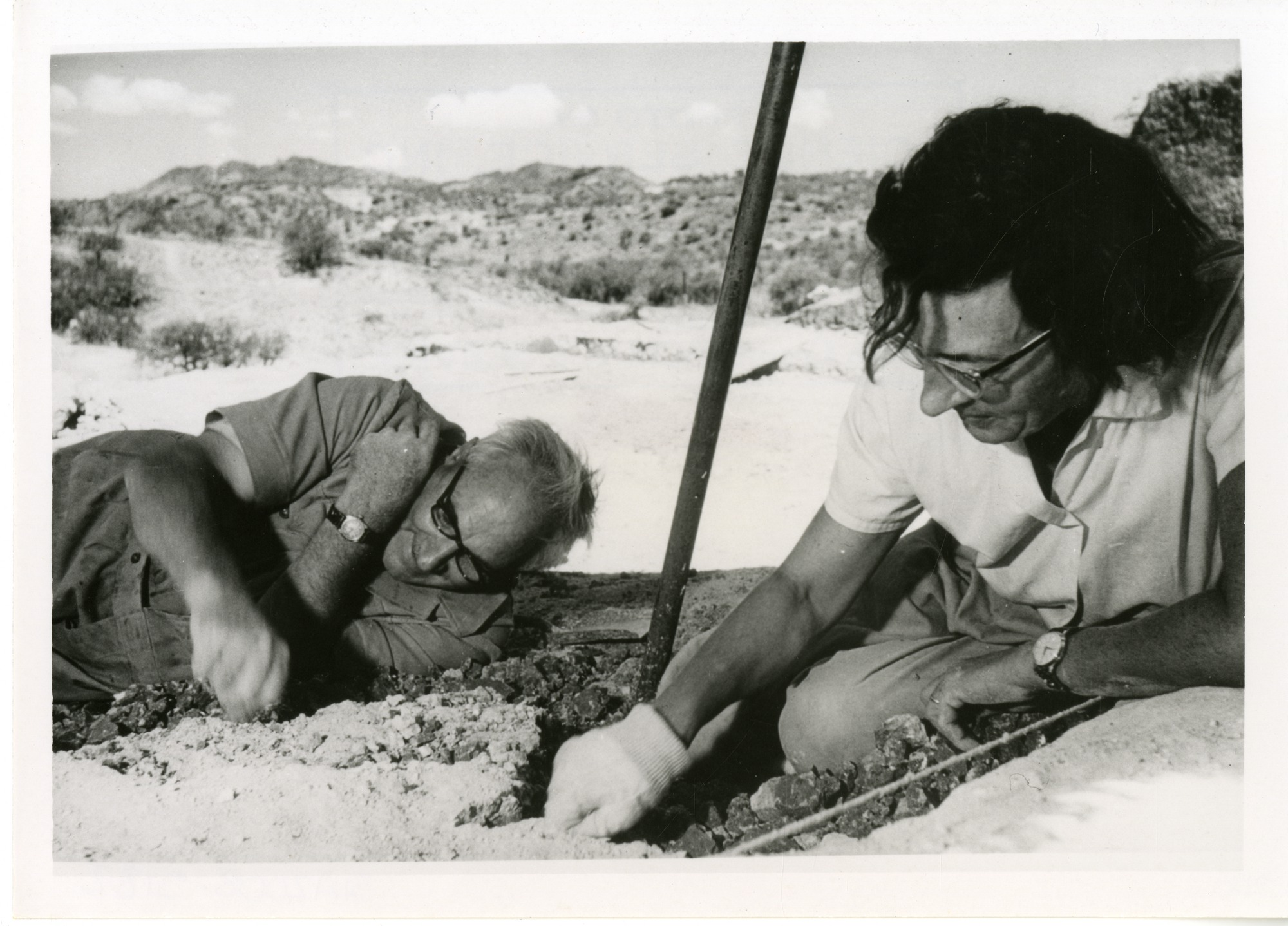
메리 리키와 루이스 리키

탄자니아는 고고학자들이 발굴한 가장 오래된 인류 거주지 중 일부가 있는 곳이다. 선사 시대의 석기와 화석이 탄자니아 북부의 올두바이 협곡과 그 주변에서 발견되었는데, 이 지역은 종종 "인류의 요람"이라고 불린다. 아슐 석기들은 한스 레크가 1913년 올두바이 탐험에서 독일로 가져온 바위를 정확히 확인한 후, 1931년 루이스 리키에 의해 그곳에서 발견되었다. 같은 해, 루이스 리키는 올두바이 협곡에서 더 오래되고 더 원시적인 석기들을 발견했다. 이것은 아프리카에서 발견된 가장 오래된 인간 기술의 첫 번째 사례였고, 이후 전 세계적으로 올두바이 협곡의 이름을 따서 올도완으로 알려졌다. 올두바이 협곡의 첫 번째 인간 두개골은 1959년 메리 리키에 의해 발견되었고 파란트로푸스 보이세이의 첫 번째 예인 진지 오어 넛크래커 맨이라고 명명되었고 180만년 이상 된 것으로 생각된다. 호모 하빌리스 화석을 포함한 다른 발견들이 그 후에 만들어졌다. 근처의 라에톨리에서 알려진 가장 오래된 유인원 발자국인 라에톨리 발자국은 1978년에 메리 리키에 의해 발견되었고, 약 360만 년 된 것으로 추정되며 오스트랄로피테쿠스 아파렌시스에 의해 만들어졌을 것으로 추정된다. 탄자니아에서 발견된 가장 오래된 유인원 화석은 또한 라에톨리에서 발견되었으며, 루이스 리키가 1935년에 라에톨리에서 개코원숭이 이빨이라고 생각했던 것을 발견했던 오스트랄로피테쿠스 아파렌시스의 360만년에서 380만년 전의 화석이고(1979년까지는 페렌시스로 확인되지 않았다), 1938년에서 1939년 사이 루트비히 콜라르센에 의해 세 개의 이빨을 가진 호미니드 턱의 파편이 발견되었고, 1974년에서 1975년 사이 메리 리키는 42개의 이빨과 몇 개의 턱뼈를 발굴했다.

### 중기 석기 시대
탄자니아 북부의 뭄바 동굴은 중석기 시대(MSA)에서 후기석기 시대(LSA)까지의 고고학적 순서를 포함하고 있다. MSA는 많은 고고학자들이 현대 인간 행동의 기원을 보는 아프리카의 시기를 나타낸다.

### 후기 석기 시대 및 목축 신석기 시대
약 10,000년 전 후석기 시대까지 거슬러 올라가는 탄자니아는 수렵 채집 공동체, 아마도 코이산 제어를 사용하는 사람들이 거주했던 것으로 추정된다. 약 4,000년에서 3,000년 전 사이, 목축 신석기 시대라고 알려진 기간 동안, 소, 양, 염소, 당나귀에 의존하는 목축민들이 북쪽에서 탄자니아로 들어왔다. 사바나 목축 신석기 시대와 엘멘테이탄 시대 두 가지 고고학적 문화가 알려져 있다. 룩스만다는 탄자니아에서 가장 크고 가장 남쪽의 목축 신석기 시대 유적지이다.

### 철기 시대
약 2000년 전, 반투어를 사용하는 사람들이 서아프리카에서 집단적으로 반투 확장이라고 불리는 일련의 이주를 통해 도착하기 시작했다. 이 단체들은 철공 기술, 농업, 그리고 사회적, 정치적 조직의 새로운 사상을 가져오고 발전시켰다. 그들은 코이산어를 사용하는 대부분의 주민들뿐만 아니라 그들보다 앞선 많은 쿠시족들을 흡수했다. 이후 나일족들이 도착했고, 18세기까지 이 지역으로 계속 이주했다.
탄자니아의 가장 중요한 철기 시대 유적지 중 하나는 대지구대에 있는 엔가루카이며, 여기에는 관개 및 경작 시스템이 포함되어 있다.

## 초기 해안사
페르시아만과 서인도에서 온 여행자들과 상인들은 서기 1천년 초부터 동아프리카 해안을 방문했다. 《에리트레아해 안내기》와 프톨레마이오스의 지리학 같은 그리스 문헌은 해안을 따라 일련의 시장(임포리아)을 나열하고 있다. 프톨레마이오스의 지리학에서는 라프타 마을을 아자니아라는 정치적 실체의 "메트로폴리스"로 묘사하고 있다. 비록 많은 사람들이 라프타가 루피지 강 삼각주의 진흙 속에 깊이 묻혀 있다고 믿지만, 고고학자들은 라프타의 위치를 확인하는 데 아직 성공하지 못했다. 오랜 기록적 침묵이 이 고대 문헌들을 따라다니며, 아랍의 지리학적 논문이 해안에 대해 쓰여지고 나서야 우리의 정보가 재개된다.
그 도시들의 물질적 문화의 잔재는 그들이 외국 정착지에서가 아니라 토착적인 뿌리에서 생겨났다는 것을 보여준다. 그리고 스와힐리어(현 탄자니아의 국어)는 북부 케냐 해안에서 아랍인들이 이 지역에 현저하게 존재하기 훨씬 전에 퍼져나간 반투어족에 속한다. 서기 2천년 초, 스와힐리 마을은 내륙의 아프리카인들과 인도양 전역의 무역 파트너들을 연결하는 번창한 무역을 수행했다. 기원후 1200년부터 1500년까지, 탄자니아의 남쪽 해안에 있는 킬와 마을은 아마도 몇몇 학자들이 스와힐리 문명의 "황금 시대"라고 생각하는 것을 지배하면서, 아마도 가장 부유하고 가장 강력한 도시였을 것이다. 14세기 초 북아프리카 출신의 베르베르인 이븐 바투타가 킬와를 방문하여 세계에서 가장 좋은 도시 중 하나로 선언했다. 이슬람교는 서기 8세기 또는 9세기 초에 스와힐리 해안에서 행해졌다.

## 독일령 동아프리카
독일 내에서의 독일군에 대한 모든 저항은 중단되었고, 그들은 이제 독일령 동아프리카를 조직하기 위해 출발할 수 있었다. 그들은 기존의 지역 구조와 전통에 대한 무시와 경멸로 자신들의 권위를 계속 무자비하게 행사했다. 독일 식민지 정부가 현금 작물, 철도, 도로를 탕가니카로 가져가는 동안, 유럽의 통치는 아프리카의 저항을 유발했다. 1891년과 1894년 사이에 음콰와 추장이 이끄는 헤헤족은 독일의 팽창에 저항했지만 결국 패배했다. 한동안의 게릴라 전쟁 후, 음콰와는 궁지에 몰렸고 1898년에 자살했다.

## 고고학적 발견
2021년 2월, 야기에우워 대학교의 폴란드 고고학자들은 탄자니아 스와가 게임 보호구역에 있는 아마크히 4호 암석 보호구역에서 의인화된 인물의 고대 암석 예술품을 발견했다고 발표했다. 불그스름한 염료로 만들어진 그림에는 아프리카물소 머리와 기린의 머리와 목, 그리고 약 수백 년 전으로 거슬러 올라가는 길들여진 소도 그려져 있다. 고고학자들은 이 그림들이 비록 그들의 현재 종교가 아프리카물소의 의인화 요소를 포함하고 있지 않지만 산다웨인들의 의식을 묘사할 수 있다고 추정했다.

## 같이 보기
- 아프리카의 역사
- 화석 인류
- 탄자니아의 정치
- 탕가니카